# Notre-Dame de Meritxell
Pour les articles homonymes, voir Notre-Dame.
Notre-Dame de Meritxell ou la Vierge de Meritxell (en catalan : Nostra Senyora de Meritxell ou Mare de Déu de Meritxel) est une statue romane catholique d'Andorre représentant une apparition de la Vierge Marie, sainte patronne de l'Andorre. La statue originale, datée de la fin du XIIe siècle, a été détruite lors de l'incendie, dans la nuit du 8 au 9 septembre 1972, de la chapelle Santa Maria dans laquelle elle était conservée. Dans le nouveau sanctuaire de Meritxell, créé par Ricardo Bofill en 1976, on peut en voir une réplique.

## Légende
Vers la fin du XIIe siècle, lors d'un 6 janvier, les villageois de Meritxell trouvent un églantier fleuri aux feuilles vertes sur un espace miraculeusement épargné par la neige. À sa base, une statue de la Vierge à l'Enfant est découverte. La statue est placée dans l'église de Canillo. Cependant, le lendemain, la statue a disparu ; elle est retrouvée sous l'églantier. On déplace alors la statue dans l'église d'Encamp. Mais, de la même manière, la statue est retrouvée le lendemain sous l'églantier. Les villageois de Meritxell interprètent cela comme un signe et décident de construire à cet emplacement une nouvelle chapelle pour leur village.

## La statue romane et ses différentes répliques
L'image romane était en bois polychrome, stylisée avec une expression fortement statique et rustique et mesurait 83 centimètres de hauteur. Assise sur un trône muni d'une cavité à l'arrière, selon la norme des images romanes du XIIe siècle, servant probablement à contenir des reliques ou d'autres pièces, la Vierge portait une couronne de cinq fleurs sur la tête, sur un voile blanc aux bouts ornementés. Elle était habillée avec une tunique de couleur rouge, décorée de fleurs et d'étoiles, ainsi qu'un manteau bleu laissant apparaître ses grandes mains : elle tenait l'Enfant de sa main gauche et bénissait les fidèles avec sa main droite. L'Enfant Jésus était assis sur sa jupe, la main gauche sur sa poitrine et la main droite étendue vers les fidèles. La Vierge avait deux autres particularités : ses chaussures, qui lui ont valu le surnom de la Vierge aux sabots, et son regard, légèrement strabique.
La statue de la Vierge installée lors de l'inauguration du nouveau sanctuaire en 1976 est une reproduction fidèle de l'originale, réalisée par l'artiste Sergi Mas à partir de photographies et des mesures.
Quelques années plus tard, en 2005, la statue fut à nouveau volée et brûlée par un homme atteint de troubles mentaux. Une nouvelle reproduction installée à la suite de cet incident est l'œuvre de Jaume Rossa, ciselée à partir des photographies de l'image d'origine et recueillant les traits principaux des images mariales romanes. 
Dans le cadre de l'intégration du sanctuaire de Meritxell à la Ruta Mariana (Route mariale), une nouvelle statue de la Vierge de Meritxell réalisée par l'artiste Ingrid Forell a été placée dans l'ancien sanctuaire le 30 mai 2014. Ainsi les fidèles peuvent à nouveau prier la Vierge entre les murs de l'église initiale, comme cela était pratiqué pendant des siècles.
Depuis 2016, une nouvelle statue est installée dans le nouveau sanctuaire. Elle a à nouveau été réalisée par Jaume Rossa au moyen d'un logiciel de CAO en taillant un tronc de pin noir à partir d'images photographiques d'un modèle.

## Influence
Meritxell est un prénom féminin fréquemment rencontré en Andorre et dans les pays catalans :
- Meritxell Lavanchy, actrice
- Meritxell Mateu Pi, ministre des Affaires étrangères de l'Andorre
- Meritxell Batet Lamaña, membre du Conseil de l'Europe

On a par ailleurs utilisé le nom de la statue pour l'hôpital Nostra Senyora de Meritxell, situé dans la paroisse d'Escaldes-Engordany et qui est actuellement le plus grand hôpital d'Andorre.
L'image de la statue est aussi mentionnée dans l'hymne national de l'Andorre.